# Albert Stapfer
Albert Stapfer (auch Frédéric Albert Alexander Stapfer; * 26. Januar 1802; † 1. Mai 1892) war ein Schweizer Schriftsteller und Übersetzer.

## Leben und Werk

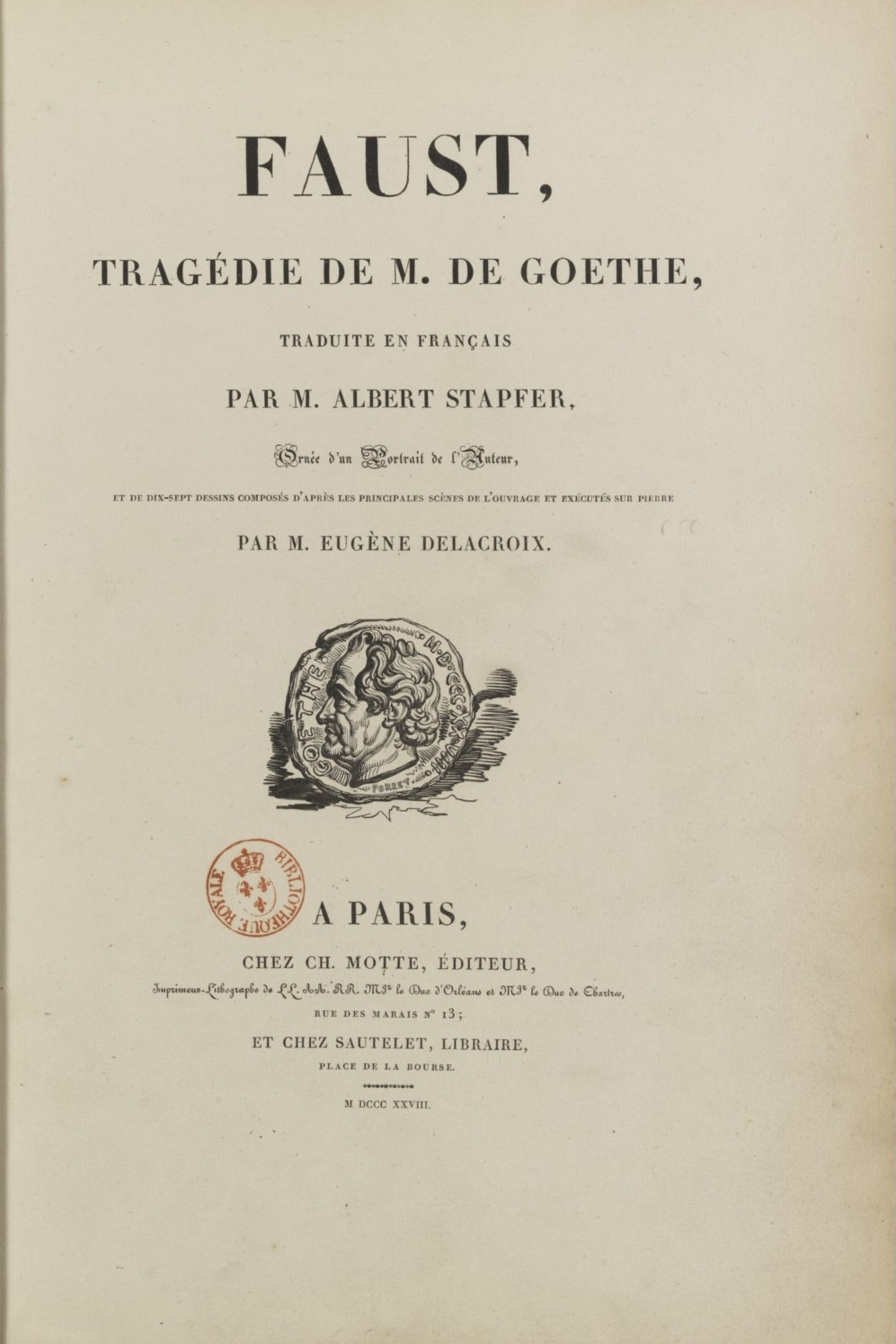
Faust (1828)

Albert Stapfers Eltern waren Philipp Albert Stapfer und Marie-Madeleine Pierrette, geborene Vincens (1778–1854). Seine Mutter stammte aus einer Pariser Hugenottenfamilie und war die Enkelin der Bankierswitwe Elisabeth Gastebois, Besitzerin des Schlosses Talcy. Durch die 1798 erfolgte Heirat ging der Schlossbesitz auf Stapfer über.
Stapfer und sein älterer Bruder Charles-Louis wurden von ihrem Hauslehrer François Guizot unterrichtet. Als dieser die Stelle aufgab, besuchte Stapfer das Lycée Bourbon in Paris und wurde dort von Victor Cousin und Théodore Simon Jouffroy unterrichtet. In der Folge zog Stapfer die Laufbahn eines Schriftstellers der akademischen vor. Besonders fühlte sich Stapfer von dem Kreis junger Literaten angezogen, die sich um die Pariser Zeitschrift Le Globe scharten. Diese setzte sich von 1824 bis 1830 für die romantische Schule und die ausserfranzösische Literatur ein. Wie Prosper Mérimée sich für die spanischen Dichter begeisterte, so stand Stapfer für die in Frankreich noch kaum bekannten Werke Goethes und anderer deutschen Romantiker ein.
Stapfer war der Erste, der den Franzosen die Bekanntschaft der Dramen Goethes vermittelte, indem der erst 20-Jährige 1826 in Paris unter dem Titel „Œuvres dram. de Goethe“ eine vierbändige Übersetzung von Goethes Dramen veröffentlichte: Götz von Berlichingen, Egmont und den ersten Teil des Faust I – bereits fünf Jahre vor Gérard de Nerval. Die Faust-Übersetzung gab Stapfer 1828 mit 17 Lithographien von Eugène Delacroix heraus. Goethe selber widmete Stapfers Faust-Übersetzung eine längere Abhandlung in Über Kunst und Altertum von 1826.

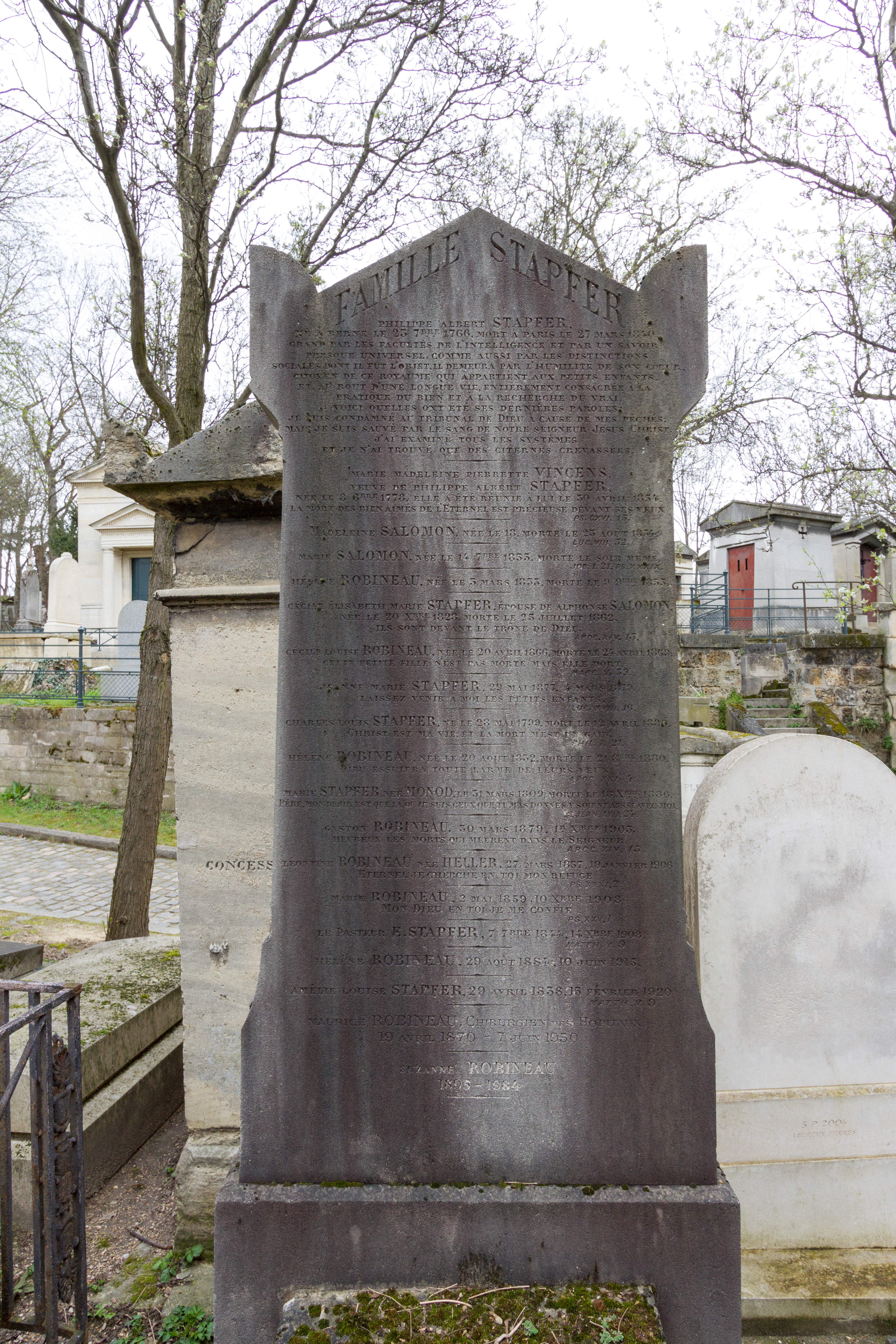
Stapfers Familiengrab auf dem Friedhof Père-Lachaise, Division 36

Goethe kannte und schätzte die Übersetzungen seiner Werke von Stapfer und beauftragte 1828 Friedrich von Müller, Charles Motte die Grosse und Stapfer die Kleine Goldene Weimarische Verdienstmedaille zu verschaffen. Stapfer lernte Goethe nie persönlich kennen, sie standen jedoch im brieflichen Kontakt zueinander. Fünf Briefe, die zwischen 1821 und 1828 geschrieben wurden und sich auf die Übersetzungen, vor allem des Faust beziehen, sind erhalten geblieben.
Stapfer wendete sich nach seinen schriftstellerischen Erfolgen der Politik zu und war einer der 44 Schriftsteller, die die «Protestation» von Adolphe Thiers gegen die «Ordonnanzen» von Karl X. unterzeichneten und damit die Julirevolution von 1830 in Frankreich auslösten. Von 1830 bis 1835 war Stapfer zudem Mitredaktor an der von seinem Freund Armand Carrel gegründeten liberalen Zeitung National.

## Familie
Albert Stapfers Bruder war der Ingenieur Karl Ludwig (Charles-Louis) (1799–1880). Dieser heiratete Marie, die Tochter des Jean Monod. Stapfers Neffen waren der französische Literaturwissenschaftler Paul Stapfer (1840–1917) und Edmond Stapfer.
Stapfer war mit seiner Cousine Clary, geborene Vincens, verheiratet. Zusammen hatten sie zwei Söhne und zwei Töchter. Einer ihrer Söhne, Léon Stapfer (1844–1930), wurde Pfarrer. Die Familie lebte bis zu seinem Tod auf Schloss Talcy.